# YQM-98A Compass Cope
YQM-98A Compass Cope ([ˈkʌmpəs kəʊp]) — высотный разведывательный БПЛА. Разрабатывался по программе Compass Cope, предусматривающей создание многоцелевого высотного БПЛА с продолжительностью полёта более 24 часов. В этой программе на конкурсных основах участвовали две фирмы — Boeing Aerospace Co. и Теледайн Райан, которые по контракту с ВВС США разработали экспериментальные БПЛА YQM-94A и YQM-98A соответственно.

## Испытания
Первый полёт продолжительностью 1 ч 50 мин состоялся в августе 1974 г. Лётные испытания проводились на авиабазе Эдвардс, в их ходе оба изготовленных образца совершили в общей сложности пять полётов общим налётом около 36 часов. При выполнении пятого в ноябре 1974 г. самолёт достиг высоты около 17000 метров и находился в воздухе более 24 ч. В мае 1975 г. испытания были перенесены на авиабазу Канаверал (Флорида), где к сентябрю 1975 г. было выполнено 17 полётов. Программа Compass Cope была закрыта в конце 70-х годов.

## Конструкция
По конструкции YQM-98A представляет собой свободнонесущий моноплан с низкорасположенным крылом. Управление полётом осуществляется из наземного центра, в котором имеется стандартное оборудование кабины пилотируемого самолёта, телевизионный монитор, устройство отображения навигационных данных, аппаратура системы передачи радиокоманд и РЛС. Compass Cope осуществлял взлёт и посадку на обычную ВПП.
- Крыло — имеет большое удлинение и малый угол стреловидности, снабжено двухсекционными и четырёхсекционными интерцепторами. Изготовлено в основном из композиционных материалов.
- Фюзеляж — типа полумонокок, почти прямоугольного сечения с плавным переходом к круглому в хвостовой части. Носовой и хвостовой обтекатели и передняя часть фюзеляжа лёгкосъемные.
- Хвостовое оперение — состоит из двух разнесённых килей с рулями направления и стабилизатора с рулём высоты по всему размаху.
- Шасси — трёхстоечное убирающееся.
- Силовая установка — один ТРД YF104-GA-100 расположен в гондоле над фюзеляжем. Топливо размещается в крыльевых и фюзеляжных баках.

## ЛТХ
Размах, м 24,75
- Длина, м 11,7(с носовой антенной)
- Высота, м 2,44
- Площадь крыла, м² 32,2
- Относительное удлинение крыла 19
- Колея шасси, м 2,44
- База шасси, м 3,0
- Масса пустого, кг 2500
- Максимальный взлетный вес, кг 6500
- Полезная нагрузка, кг 315
- Тип ТРД YF104-GA-100
- Тяга, кгс 1800
- Скорость крейсерская на высотах 15000-21000 м, число М 0,5-0,6
- Максимальная продолжительность, ч 30
- Дальность, м 14500
- Потолок, м 16500